# جون هيستر
جون هيستر (بالإنجليزية: John Hester)‏ هو لاعب كرة قاعدة أمريكي، ولد في 14 سبتمبر 1983 في أتلانتا في الولايات المتحدة.

## وصلات خارجية
- جون هيستر على موقع دوري كرة القاعدة الرئيسي (الإنجليزية)
- جون هيستر على موقعبيزبول رفرنس.كوم (الدوري الرئيسي) (الإنجليزية)
- جون هيستر على موقعبيزبول رفرنس.كوم (الدوري الثانوي) (الإنجليزية)
- جون هيستر على موقع إي إس بي إن.كوم (أم.أل.بي) (الإنجليزية)
- جون هيستر على موقع مشجعي الرسوم البيانية (الإنجليزية)